# Художественная коллекция Амалии Лакроз де Фортабат
Художественная коллекция Амалии Лакроз де Фортабат (исп. Colección de Arte Amalia Lacroze de Fortabat) — художественный музей в районе Пуэрто-Мадеро в Буэнос-Айресе (Аргентина).

## История и описание

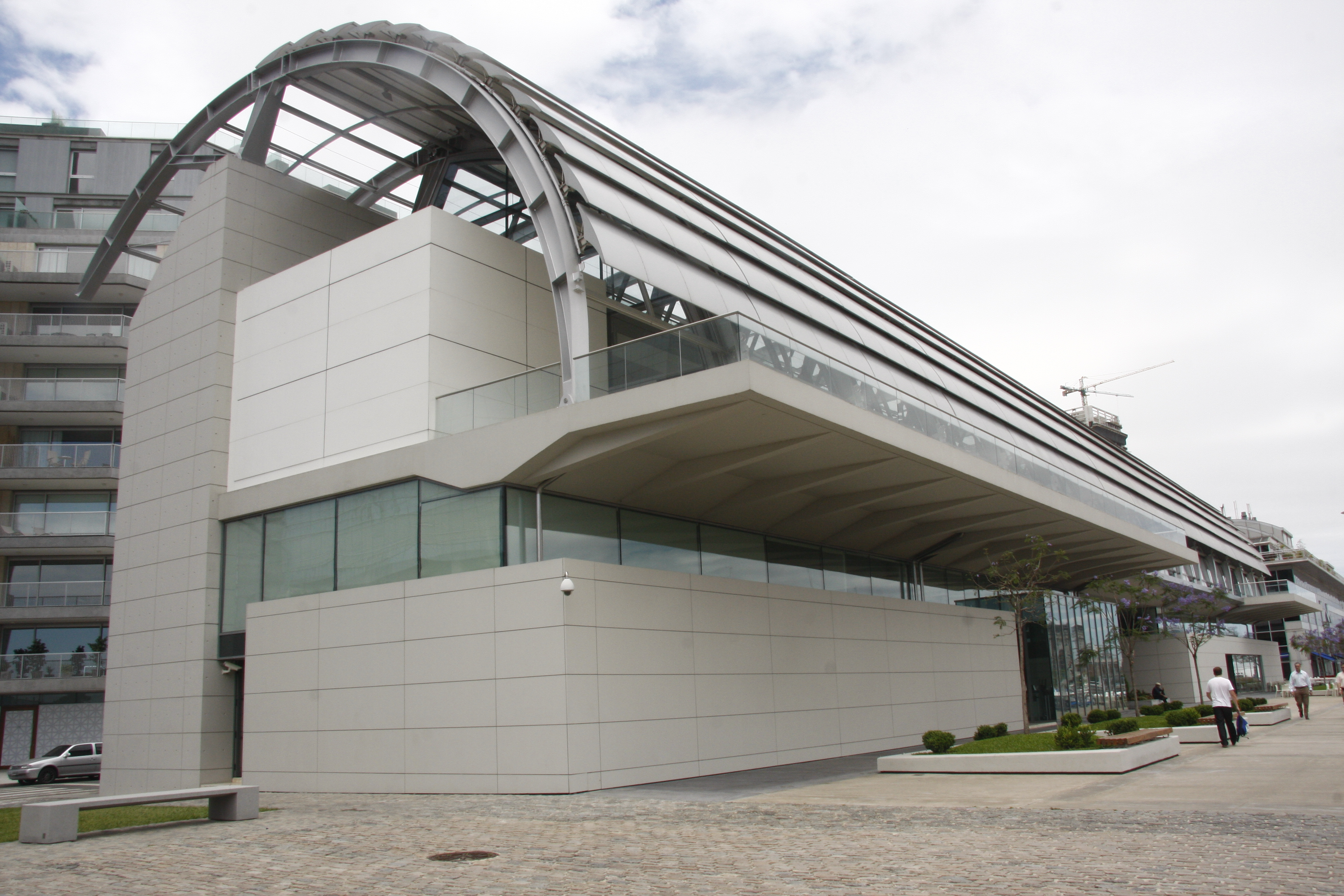
Здание музея.

Создание музея было инициировано Марией Амалией Лакроз де Фортабат (1921—2012), председателем и главным акционером компании Loma Negra, крупнейшего производителя цемента в Аргентине. Фортабат выделила для музея значительную часть своей обширной коллекции произведений искусства. Здание музея проектировал известный уругвайский архитектор Рафаэль Виньоли.
Здание, представляющее собой двухэтажную модернистскую конструкцию из стали, стекла и бетона, было построено в 2002 году. Общая площадь галерей составляет более 6 тыс. м². Здание сооружено с видом на самый северный док в районе Пуэрто-Мадеро. Особенностью конструкции является крыша с системой мобильных алюминиевых навесов, которые открываются и закрываются в зависимости от положения солнца, что было сделано по просьбе Фортабат, которая отмечала: «я всегда хотела одновременно смотреть на картины и звёзды».
Музей открылся 22 октября 2008 года и включает в себя два выставочных зала, библиотеку, аудиторию, офисы и кафе-ресторан с видом на обновлённые доки Пуэрто-Мадеро.

## Коллекция
Два выставочных зала на момент открытия содержали коллекцию из 230 экспонатов . Музей разделён на семь галерей:
- «Семейная галерея» включает портреты семьи Фортабат.
- «Пейзажи, город и традиции» — галерея, состоящая в основном из аргентинского пейзажа XIX века, натуралистического и наивного искусства Фернандо Фадера, Мартина Мальхарро, Прилидиано Пуэйрредона и Бенито Квинкелы Мартина и др..
- «Международное искусство»: в том числе работы Питера Брейгеля-мл., Марка Шагала, Сальвадора Дали, Густава Климта, Огюста Родена, Роберто Матта, а также Энди Уорхола, который создал один из своих культовых портретов для покровительницы. В этот раздел также входит одна из немногих картин Уильяма Тёрнера, ещё остающихся в частных руках, Джульетта и её няня.
- «Современное искусство»: представлены в основном аргентинские работы 20-го века, такие как работы Хуана Дель Прете, Ракель Форнер, Эмилио Петторути, Лино Энеа Спилимберго, Ксула Солара и Хуана Карлоса Кастаньино.
- «Фигуративное искусство»: залы I и II отведены для произведений изобразительного искусства, таких как работы Роберто Айзенберга, Антонио Сеги и Клориндо Теста.
- «Галерея Антонио Берни»: посвящена выдающемуся аргентинскому художнику и художнику-монументалисту.